# Lorenzo Piretto
Lorenzo Piretto (n. 7 decembrie 1942, Tonengo de Mazzè) este un călugăr dominican italian, arhiepiscop și mitropolit romano-catolic de İzmir din 15 noiembrie 2015.

## Biografie
Hirotonit preot dominican în 1966, Lorenzo Piretto a absolvit Universitatea din Torino în 1972.
Papa Francisc l-a numit ca arhiepiscop de İzmir la 15 noiembrie 2015, în locul arhiepiscopului Ruggero Franceschini, care s-a retras din funcție din cauza vârstei sale înaintate.